# Miniyeh
Miniyeh (arabisch المنية, DMG al-Miniyya) ist eine Stadt im Distrikt Miniyeh-Danniyeh im Gouvernement Nord der Republik Libanon. Miniyeh ist während Herbst und Winter der Verwaltungssitz von Miniyeh-Danniyeh, während im Sommer und Frühling Danniyeh diese Funktion übernimmt.

## Persönlichkeiten
- Mostafa Matar (geb. 1995), Fußballtorhüter